# يافوز إرايدن
يافوز إرايدن (بالتركية: Yavuz Eraydın)‏ هو لاعب كرة قدم تركي في مركز حراسة المرمى، ولد في 12 أبريل 1976 في مدينة بورصة في تركيا. لعب مع أضنة سبور وإسطنبول باشاكشهير وإسطنبول سبور وبورصة سبور وتشايكور ريزه سبور وسيفاسبور وقيصري إيرسيسبور ومعمورة العزيز سبور ونادي جوزتيبي.

## وصلات خارجية
- يافوز إرايدن على موقع اتحاد تركيا (لاعب) (الإنجليزية)
- يافوز إرايدن على موقع قاعدة بيانات كرة القدم.إي يو (الإنجليزية)
- يافوز إرايدن على موقع عالم كرة القدم.نت (الإنجليزية)